# Караити, Бурейета
Бурейета Караити (англ. Bureieta Karaiti) — это религиозный и общественный деятель Океании. Известен как священник Протестантской церкви Кирибати и деятельностью по защите окружающей среды. 

## Религиозная деятельность
Караити был генеральным секретарем Протестантской церкви Кирибати второй по величине религиозной группы в Кирибати.

## Права человека
Как представитель церкви, Караити выступил против эксплуатации женщин и девочек Кирибати в качестве проституток.

## Общественное служение
В 2006 году по инициативе Караити церковь создала подразделение по социальными проблемами, чтобы вносить вклад в решение общественных проблем, затрагивающих Кирибати, приняв резолюцию о создании подразделения. До 2006 года церковь осуществляла социальную доктрину через женскую организацию церкви и ее специальные молодежные программы. Новые программы должны были включать права ребенка, права женщин и свободную торговлю.

## Глобальное потепление
Караити активно оповещал общественность об опасности, которую представляет для Кирибати и других тихоокеанских островов глобальное потепление. Он был одним из инициаторов декларации «2004 Kiribati The Otin Taai», поощряющей поместные церкви включать в свои годовые бюджеты деньги на образование их собрания по вопросам относительно изменения климата, продвигать свои инициативы и не ждать от национальной или региональной экуменический организации инициатив по изменению климата. 
«Прислушивайтесь к голосам пострадавших и практикуйте образ жизни и работы с ограниченными ресурсами», – сказал Караити в рамках Конференции по возобновляемым источникам энергии, защите климата и устойчивому развитию в 2004 году в Бонне, Германия. 
В 2008 году Караити выступил на дополнительном заседании Ассамблеи Объединённой реформатской церкви о влиянии изменения климата на группу островов, которые составляют его страну, многие из которых не выше четырех метров выше уровень моря, выразив сожаление об ухудшении ситуации и росте числа уезжающих.
В 2011 году Караити провел ряд интервью об экологической ситуации в Кирибати. 

## Публикации
В 2002 году Караити выступил в качестве соавтора книги по истории Кирибати: Kiribati: histoires d'une histoire. Фиджи: Institut des études du Pacifique, 2002.